# Donori
Donori (sardisk: Donòri) er en by og en kommune (comune) i provinsen Sud Sardegna i regionen Sardinien i Italien. Byen ligger i 141 meters højde og har 2.094 indbyggere (2016). Kommunen har et areal på 35,31 km² og grænser til kommunerne Barrali, Samatzai, Sant'Andrea Frius, Serdiana og Ussana.